# Yang Hongying
Yang Hongying (Chengdu, China, 12 de mayo de 1962) es una escritora china, miembro de la Asociación de escritores de China. En 2013, algunas de sus obras también ocuparon el primer puesto en la lista de los libros más vendidos, por ejemplo,  Mo's Mischief (o Ma Xiaotiao) y la serie El Diario De Un Gato Sonriente, tienen un estilo interesante que atraen muchos lectores de todas las edades, especialmente de los adolescentes. 

## Biografía
En 1984 publicó su primera novela. En 1988, se convirtió en miembro de la Asociación de escritores de China.
En 2000, dejó de escribir cuento de hadas, empezó a escribir novelas en una forma de diario para recordar la vida infantil de su hija.
En 2007, publicó la obra Mo's Mischief ( o Ma Xiaotiao). Hasta el año 2010, esta novela había vendido 200 000 copias.
En 2010, ocupó el primer puesto en la lista de escritores chinos más ricos.

## Obra
- El Diario de Un Gato Soriente [1]

(1) 《保姆狗的阴谋》 Plan secreto de perro 
(2) 《塔顶上的猫》 Gato de arriba
(3) 《想变成人的猴子》 Mono que quería ser humano
- Mo's Mischief (Ma Xiaotiao)[2]

- El Diario de Ran [3]